# Tinodes tegenungan
Tinodes tegenungan är en nattsländeart som beskrevs av Malicky 1995. Tinodes tegenungan ingår i släktet Tinodes och familjen tunnelnattsländor. Inga underarter finns listade i Catalogue of Life.